# Dictyogenus fontium
Dictyogenus fontium är en bäcksländeart som först beskrevs av Friedrich Ris 1896.  Dictyogenus fontium ingår i släktet Dictyogenus och familjen rovbäcksländor. Inga underarter finns listade i Catalogue of Life.